# 鎌田祐一
鎌田 祐一（かまた ゆういち、1949年12月16日 - ）は、日本の元騎手・元調教助手。

## 経歴

### 騎手時代
1970年3月1日の東京第8競走5歳以上250万下・ネバーンで初騎乗初勝利を達成し、1966年の目野哲也、1967年の紺野虎雄、1968年の白石一典・古賀俊次、1969年の新田幸春に続いて5年連続での達成となったほか、当日の東京では宮田仁、京都では吉永良人も達成し1日3人は初となった。
1年目の1970年は5勝に終わったが、2年目の1971年には10月16日・17日の福島で初の2日連続勝利を挙げるなど、初の2桁勝利となる13勝をマーク。
3年目の1972年には2年連続2桁となる13勝をマークし、1973年は3勝に終わるが、1974年から1976年まで3年連続2桁勝利を記録。
1972年9月16日の中山第9競走あかね賞ではアーレスでカミノテシオにアタマ差勝利し、同馬では1973年4月28日の東京第9競走4歳中距離ステークスでタケホープの4着に入った。
1975年には後に繁殖牝馬として多くの活躍馬を出す牝系の祖となったペルースポートに騎乗し、2勝を挙げた。
1976年には3月13日の中山で初の1日2勝を挙げるなど自己最多の15勝をマークし、トウフクニシキでは2月29日の中山第7競走4歳短距離特別でニッポーキングの2着に入ったほか、東京優駿にも騎乗。
1977年には7勝に終わるが、1978年には2年ぶりで最後の2桁となる11勝をマークし、1980年には栗東に移籍。
1982年には自己最低の2勝に終わり、1983年8月13日の函館第10競走4歳以上400万下・サザンクロスで最後の勝利を挙げ、1984年2月19日の京都第2競走4歳新馬・カルストンジェット（7頭中7着）を最後に現役を引退。

### 調教助手時代
引退後は橋口弘次郎厩舎の調教助手を務め、レッツゴーターキン・ダンスインザダーク・ハーツクライ・ローズキングダムを担当。
橋口厩舎では番頭役的な存在となり、牧場では乗った人が全員落とされたという逸話を持つレッツゴーターキンに鎌田も何度も落とされたが、1992年春にレッツゴーターキンに「誰を乗せるか」となった時には関東での騎手時代から親交のあった大崎昭一の起用を進言。
1992年の天皇賞（秋）では2週間前から東京に滞在して調教したが、厩舎まで来てレッツゴーターキンの話を事細かに聞いたサンケイスポーツの佐藤洋一郎記者が本命に推し、レース当日の1面記事ではレッツゴーターキンの名前が大きく載った。
レースはトウカイテイオーの戌亥信昭調教助手と一緒に関係者席で観戦し、直線ラスト200mではトウカイテイオーが先頭に立つと、戌亥は立ち上がって叫んでいたが、鎌田はターフビジョンを見ていた。突然見慣れた馬が映像に飛び込み、レッツゴーターキンが先頭に立ってゴールすると、鎌田は肩を落とす戌亥の横で、訳も分からずゴールシーンを眺めていた。
レッツゴーターキンを迎えた鎌田が馬を引いて検量室前に行くと、佐藤が「やったね!」と満面の笑みで飛んできた。
ローズキングダムは最後に調教した馬で、定年前の62歳で調教助手を引退。

## 騎手成績
| 通算成績 | 1着 | 2着 | 3着 | 4着以下 | 出走回数 | 勝率 | 連対率 |
| -------- | --- | --- | --- | ------- | -------- | ---- | ------ |
| 計       | 108 | 110 | 99  | 1009    | 1326     | .081 | .177   |